# Brachymenium philonotula
Brachymenium philonotula là một loài Rêu trong họ Bryaceae. Loài này được Broth. mô tả khoa học đầu tiên năm 1894.